# Onderlinge Vrouwenbescherming
De Vereeniging Onderlinge Vrouwenbescherming (O.V.) was een in 1897 opgerichte Nederlandse vrouwenorganisatie die hulp bood aan ongehuwde moeders. De organisatie werd opgericht door onder anderen Annette Versluys-Poelman, Nellie van Kol, Maria Rutgers-Hoitsema en Jan Rutgers. De O.V. bestond tot 1 januari 1971, toen de organisatie fuseerde met de KCVM. In 1975 zou deze fusie weer opgaan in de Stichting Fiom. Ook Wilhelmina Drucker was lid van de O.V.

## Doelstelling en context
In de tijd waarin de O.V. werd opgericht, golden alleenstaande moeders als iets buitengewoon onzedelijks en kwamen zij vaak buiten de maatschappij te staan. De O.V. stelde zich daarom tot doel deze vrouwen en hun kinderen 'zedelijk en stoffelijk te steunen in haar moeilijke strijd om het bestaan'. Naar buiten toe werd hun doel geformuleerd als 'steun aan kraamvrouwen en haar kinderen', om de publieke opinie niet tegen zich te keren door een duidelijke associatie met alleenstaande moeders. Naast hulp voor moeders zette de organisatie zich in voor gelijker maatstaven voor beide ouders, aangezien de vaders van buitenechtelijke kinderen niet tegen dezelfde sociale stigma's aanliepen. Tot 1909 bestond bijvoorbeeld een verbod op het onderzoeken van de vader, maar mede door inzet van de O.V. werd dit gewijzigd zodat vrouwen voortaan konden aanwijzen wie de vader van hun kind was en hij kon worden verzocht tot het bijdragen aan het levensonderhoud van het kind. In de praktijk bleek dit niet altijd goed uitvoerbaar, maar het betekende wel een beïnvloeding van de gangbare opinie. Ook maakte de O.V. zich sterk voor een (wettelijke) gelijkstelling van buitenechtelijk aan echtelijk kind en van ongehuwde aan gehuwde moeder, dat laatste ook in verband met bijvoorbeeld uitkeringen.

## Bezigheden

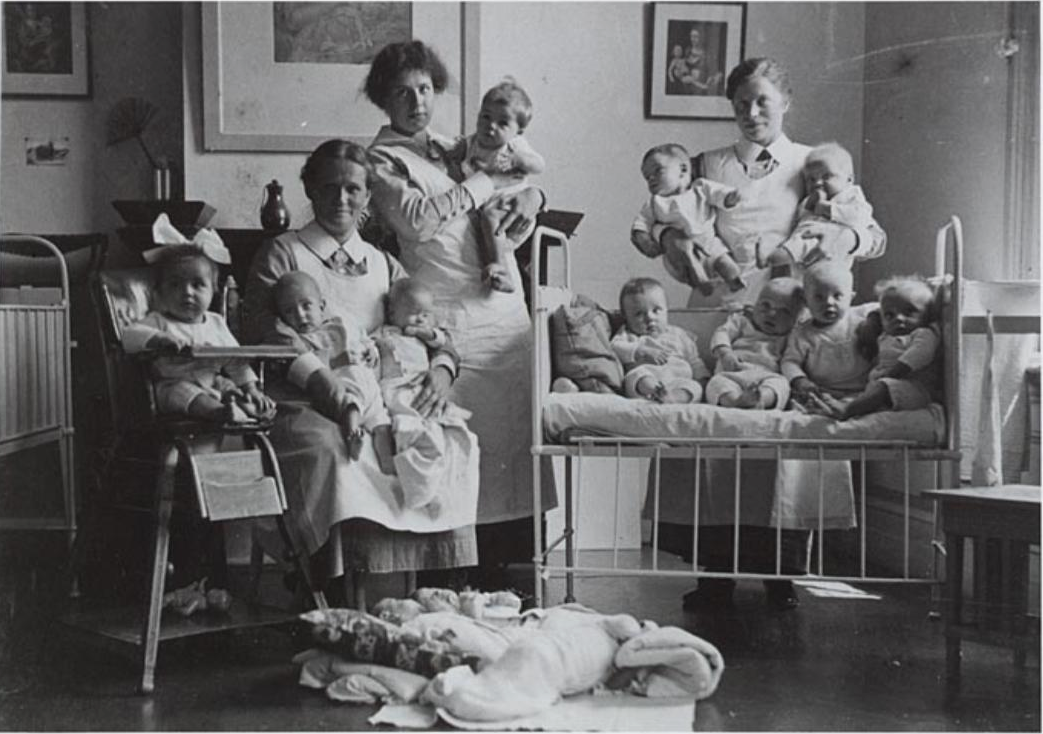
Het tehuis van de Onderlinge Vrouwenbescherming in de Stieltjesstraat in Rotterdam in 1918

Wat betreft hun 'stoffelijke' steun aan alleenstaande moeders, werden door de O.V. enkele opvanghuizen voor moeders en kinderen opgericht. Hierbij hoort bijvoorbeeld het in 1905 in Amsterdam geopende 'Tehuis Annette', vernoemd naar Annette Versluys-Poelman. Hier werden vrouwen van alle geloofsovertuigingen toegelaten, een opmerkelijk gegeven in een tijd waar dergelijke organisaties vaak een duidelijk Protestantse of Katholieke affiliatie hadden. In de huizen werden vrouwen aangemoedigd om te gaan werken; de kinderen werden in hun afwezigheid verzorgd.
In 1922 stelde de O.V. een commissie in die onderzoek moest doen naar de regelgeving omtrent adoptie (de commissie Van den Dries). Het punt waar onderzoek naar werd gedaan was of de verhouding tussen kind en pleeggezin wettelijk beschermd moest worden, d.w.z, of het niet te makkelijk was voor biologische ouders om hun kind weer uit een pleeggezin te halen. In 1929 kwam het tot een wetswijziging waarin eerst rechterlijke toestemming nodig was voor een kind weer uit een pleeggezin gehaald kon worden. De O.V. zag adoptie als een uitzonderingsmaatregel bij verwaarlozing van kinderen, waar niet te makkelijk mee omgesprongen zou mogen worden.
Na verloop van tijd ging de O.V. haar taken niet alleen zien als de bescherming van alleenstaande moeders, maar ook als algemene bescherming van vrouwen. De organisatie zette zich in voor bijvoorbeeld een betere huwelijkswetgeving, sociale verzekeringswetten en arbeidskansen voor vrouwen.

## Fusies
In 1930 werd de O.V. lid van de overkoepelende organisatie FIOM (Nederlandse Federatie voor Instellingen voor de Ongehuwde Moeder en haar kind). In 1971 fuseerde de organisatie met de KCVM (Katholieke Centrale Vereniging voor hulpverlening aan niet-gehuwde Moeders) tot de  COM (Centrale vereniging van Organisaties voor hulpverlening aan niet-gehuwde Moeders). In 1975 fuseerde de COM vervolgens met de FIOM en de HPV (Hendrik Pierson Vereniging) tot de Fiom, Nederlandse Vereniging van Organisaties voor Hulpverlening bij zwangerschap en alleenstaand ouderschap. De Fiom bestaat nu nog steeds en richt zich vooral op ongewenste zwangerschappen en afstammingsvragen.